# L'œuvre architecturale de Le Corbusier
L'œuvre architecturale de Le Corbusier est un ensemble de dix-sept sites conçus au XXe siècle par l'architecte franco-suisse Le Corbusier inscrits sur la liste du patrimoine mondial de l'UNESCO et situés sur trois continents (Amérique, Asie et Europe) mais principalement en France.
Après deux échecs en 2009 puis 2011 et des modifications apportées au dossier élaboré depuis 2003, ces éléments sont inscrits le 17 juillet 2016 lors de la 40e session du Comité du patrimoine mondial qui se tient à Istanbul en Turquie.
À la suite de l'inscription, un itinéraire culturel européen intitulé « Destinations Le Corbusier : promenades architecturales » est créé en 2019.

## Caractéristiques

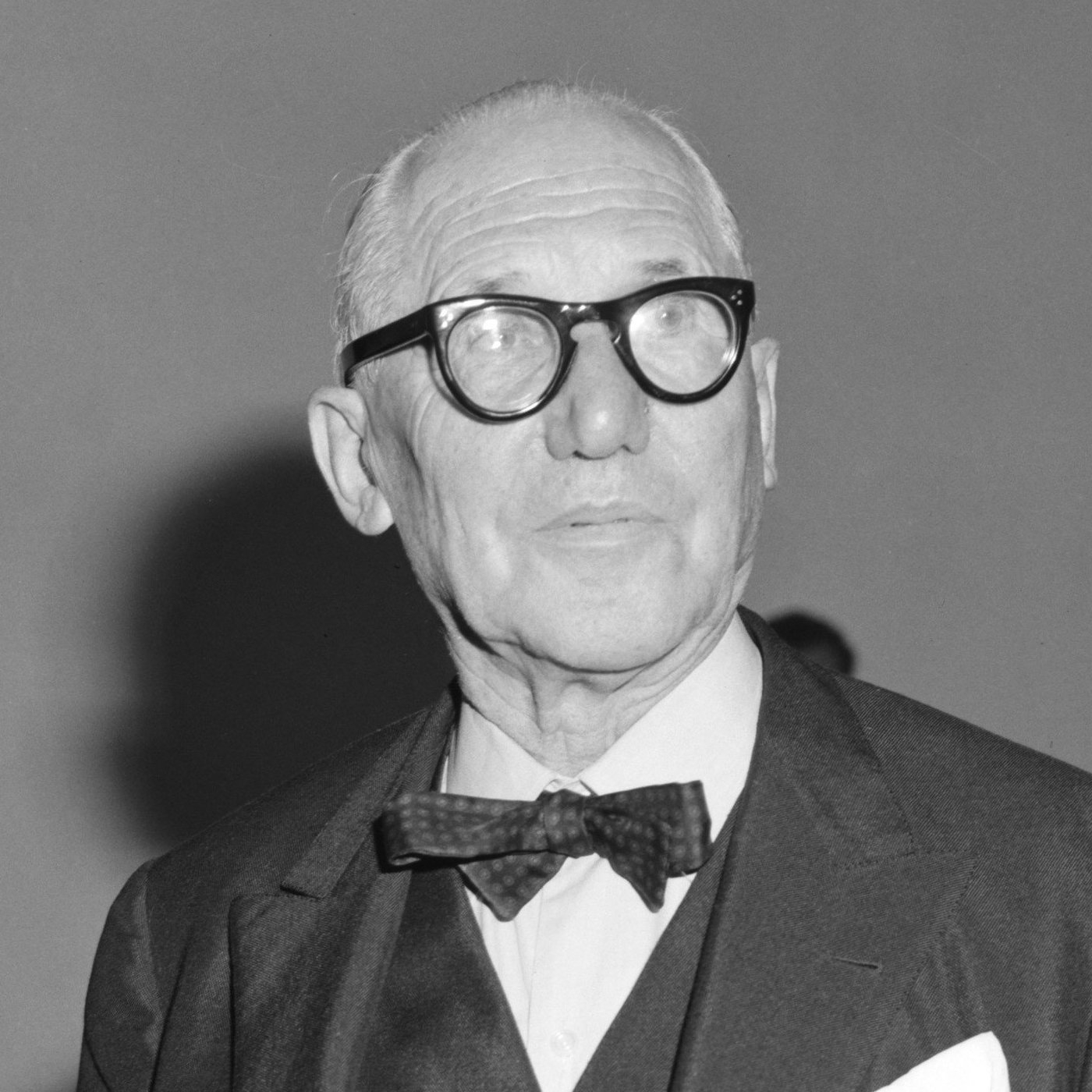
Le Corbusier.

Le dossier comprend dix-sept sites architecturaux notables du XXe siècle et de nature différentes (logement, usine, lieu de culte, couvent, lieu de culture ou assurant des fonctions étatiques et judiciaires) répartis dans sept pays et expose le « caractère universel de l’œuvre de Le Corbusier et de sa contribution au mouvement architectural moderne ».

## Candidatures
La candidature de 23 sites construits par Le Corbusier (1887-1965) au patrimoine mondial de l'UNESCO est déposée conjointement par plusieurs pays, sous le titre de « L’œuvre architecturale et urbaine de Le Corbusier, Allemagne, Argentine, Belgique, France, Japon et Suisse ». Le premier dépôt, envisagé en 2007, est différé, la France préférant soumettre la candidature du réseau des sites majeurs de Vauban en priorité. Le dossier est proposé lors de la 33e session du comité du patrimoine mondial en 2009. Le dossier élaboré depuis 2003 et inscrit sur la liste indicative depuis 2006 est retourné aux États afin qu'ils le complètent. L'association des sites Le Corbusier est créée dans la foulée, en janvier 2010, pour mieux fédérer les différents sites candidats,,,.
Le dossier, de plus de 1 600 pages, est repoussé lors de la 35e session en 2011 en raison d'une liste trop longue (19 sites) et de l’absence du complexe du Capitole de Chandigarh en Inde,.
Un nouveau dossier de candidature tenant compte des différentes remarques est déposé fin janvier 2015 par le ministère de la Culture. Il comprend une liste réduite à 17 sites mais qui intègre celui de Chandigarh en Inde, dont l’absence était reprochée,. Dans un rapport publié en mai 2016, l'ICOMOS soutient la nouvelle candidature, contrairement aux deux précédentes où l'avis était réservé. Les experts estiment en revanche que les sites de la chapelle Notre-Dame-du-Haut et l'immeuble Molitor ont perdu leur « intégrité » à cause des nouvelles constructions se trouvant à proximité de ces deux sites (couvent et accueil à Ronchamp, stade Jean-Bouin à Paris) et recommandent des travaux d'atténuation, voire de démolition. Ces critiques seront retirées du rapport final et le critère 1 (« représenter un chef-d’œuvre du génie créateur humain ») est ajouté.

## Inscription
Le nouveau dossier est soumis lors de la 40e session du Comité du patrimoine mondial qui se tient à Istanbul (Turquie) du 10 juillet 2016 au 17 juillet 2016. Alors que la candidature devait être examinée le samedi 16 juillet, une tentative de coup d'État s’est déroulée dans la nuit, suspendant la session et repoussant l'échéance. L'ensemble est finalement classé peu après 10 h, le dimanche 17 juillet 2016,.
Les certificats d'inscription sont remis aux ambassadeurs des sept pays par le Centre du patrimoine mondial le 19 septembre 2016 à la Cité de l'architecture et du patrimoine, à Paris. Le 11 janvier 2017, un arrêté du ministère de la Culture désigne le préfet de Paris et de la région Île-de-France pour coordonner l'action des différents préfets de région concernés par l'implantation des différents sites et suivre l'application du plan de gestion.

## Itinéraire culturel européen
Un projet d'itinéraire culturel européen intitulé « Destinations Le Corbusier : promenades architecturales » est déposé au Conseil de l'Europe le 26 septembre 2018. Cet itinéraire regroupe la majorité des sites européens inscrits à l'UNESCO et en ajoute d'autres. Le projet est soutenu par Balkrishna Vithaldas Doshi, ancien élève de Le Corbusier. L’institut valide la création de l’itinéraire début mai 2019. La certificat de l'itinéraire est remis lors d'une cérémonie à Paris le 4 novembre 2019.

## Liste des sites
| Numéro | Image | Site                                         | Type                            | Pays      | Subdivision                | Commune                       | Coordonnées                   |
| ------ | ----- | -------------------------------------------- | ------------------------------- | --------- | -------------------------- | ----------------------------- | ----------------------------- |
| 01     |       | Maisons La Roche et Jeanneret                | Logements                       | France    | Île-de-France              | Paris                         | 48° 51′ 07″ N, 2° 15′ 55″ E   |
| 02     |       | Petite villa au bord du lac Léman            | Logement                        | Suisse    | Canton de Vaud             | Corseaux                      | 46° 28′ 06″ N, 6° 49′ 45″ E   |
| 03     |       | Cité Frugès                                  | Logements                       | France    | Nouvelle-Aquitaine         | Pessac                        | 44° 47′ 56″ N, 0° 38′ 52″ O   |
| 04     |       | Maison Guiette                               | Logement                        | Belgique  | Province d'Anvers          | Anvers                        | 51° 11′ 01″ N, 4° 23′ 36″ E   |
| 05     |       | Maisons de la Weissenhof-Siedlung            | Logement                        | Allemagne | Bade-Wurtemberg            | Stuttgart                     | 48° 48′ 02″ N, 9° 10′ 39″ E   |
| 06     |       | Villa Savoye et loge du jardinier            | Logement                        | France    | Île-de-France              | Poissy                        | 48° 55′ 28″ N, 2° 01′ 42″ E   |
| 07     |       | Immeuble Clarté                              | Logement                        | Suisse    | Canton de Genève           | Genève                        | 46° 12′ 01″ N, 6° 09′ 23″ E   |
| 08     |       | Immeuble locatif à la Porte Molitor          | Logement                        | France    | Île-de-France              | Paris et Boulogne-Billancourt | 48° 50′ 36″ N, 2° 15′ 05″ E   |
| 09     |       | Unité d’habitation Marseille (Cité radieuse) | Logement                        | France    | Provence-Alpes-Côte d'Azur | Marseille                     | 43° 15′ 41″ N, 5° 23′ 47″ E   |
| 10     |       | La Manufacture à Saint-Dié                   | Usine                           | France    | Grand Est                  | Saint-Dié-des-Vosges          | 48° 17′ 26″ N, 6° 57′ 02″ E   |
| 11     |       | Maison du docteur Curutchet                  | Logement                        | Argentine | Province de Buenos Aires   | La Plata                      | 34° 54′ 41″ S, 57° 56′ 31″ O  |
| 12     |       | Chapelle Notre-Dame-du-Haut                  | Lieu de culte                   | France    | Bourgogne-Franche-Comté    | Ronchamp                      | 47° 42′ 14″ N, 6° 37′ 16″ E   |
| 13     |       | Cabanon de Le Corbusier                      | Logement                        | France    | Provence-Alpes-Côte d'Azur | Roquebrune-Cap-Martin         | 43° 45′ 37″ N, 7° 27′ 46″ E   |
| 14     |       | Complexe du Capitole                         | Fonction étatique et judiciaire | Inde      | Pendjab et Haryana         | Chandigarh                    | 30° 45′ 32″ N, 76° 48′ 18″ E  |
| 15     |       | Couvent Sainte-Marie de La Tourette          | Couvent                         | France    | Auvergne-Rhône-Alpes       | Éveux                         | 45° 49′ 09″ N, 4° 37′ 20″ E   |
| 16     |       | Musée national de l'art occidental           | Musée                           | Japon     | Kantō                      | Tokyo                         | 35° 42′ 56″ N, 139° 46′ 33″ E |
| 17     |       | Maison de la Culture de Firminy              | Lieu de culture                 | France    | Auvergne-Rhône-Alpes       | Firminy                       | 45° 23′ 00″ N, 4° 17′ 21″ E   |

## Localisation
Les sites sont répartis sur trois continents : un seul en Amérique du Sud, deux en Asie et tous les autres en Europe de l'Ouest, dont l’essentiel (10) est implanté en France.
| Complexe · du Capitole de Chandigarh Maison du docteur Curutchet Musée national · de l'art occidental |

| Cabanon de Le Corbusier · Chapelle Notre-Dame-du-Haut · Cité Frugès · Couvent Sainte-Marie de La Tourette · Immeuble Clarté · Immeuble Molitor · Maison de la culture de Firminy-Vert · Maisons de la Weissenhof-Siedlung · Maison Guiette · Maison La Roche · Usine Duval · Cité radieuse de Marseille · Villa Le Lac · Villa Savoye |